# Сельнес, Уле Кристиан
Уле Кристиан Сельнес (норв. Ole Kristian Selnæs; род. 7 июля 1994[…], Тронхейм) — норвежский футболист, центральный полузащитник клуба «Русенборг».

## Карьера

### Клубная
Родился в городе Тронхейм, Норвегия, но жил в Лиллестрёме, когда его отец тренировал местную команду. Его семья переехала обратно в Тронхейм и Уле начал заниматься футболом в клубе Сверресборг.
После присоединения к «Русенборгу» в 2009 году, Уле, благодаря хорошей игре, начал стремительно развиваться как футболист.
За молодёжную команду играл 3 года. Вместе с командой выиграл чемпионат Норвегии по футболу до 19 лет, заняли 3 место в группе на турнире NextGen Series 2011/12. Благодаря хорошей игре в 2012 году был переведён в основной состав.
25 марта 2012 года подписал профессиональный контракт. Начинал сезон запасным основной пары полузащитников Мохаммеда-Авал Исса и Маркуса Хенриксена, но в конце сезона стал основным игроком команды. Дебютировал за Русенборг 1 апреля 2012 года, в матче против команды «Лиллестрём», выйдя на замену[кому?]. Через неделю вышел в стартовом составе против клуба «Согндал».
В первой половине сезона 2012 Уле был основным игроком команды, но потерял место из-за травмы. За время, которое он был травмирован, Русенборг приобрёл ряд игроков, с которыми Уле не смог соперничать после выздоровления, но он сказал: «Мне всего 19 лет и я имею достаточно времени, чтобы попасть в основной состав».
28 января 2016 года французский «Сент-Этьен» официально объявил о достижении договорённости с «Русенборгом» о переходе норвежца. Сумма сделки оценивалась в 3 млн евро.

### Международная
Играл за молодёжные сборные Норвегии.

## Статистика

### Выступления за клубы
| Сезон           | Клуб            | Дивизион        | Лига  | Лига | Кубок | Кубок | Евро  | Евро | Всего | Всего |
| Сезон           | Клуб            | Дивизион        | Матчи | Голы | Матчи | Голы  | Матчи | Голы | Матчи | Голы  |
| --------------- | --------------- | --------------- | ----- | ---- | ----- | ----- | ----- | ---- | ----- | ----- |
| 2012            | Русенборг       | Типпелига       | 22    | 1    | 4     | 0     | 8     | 0    | 34    | 1     |
| 2013            | Русенборг       | Типпелига       | 19    | 0    | 7     | 2     | 3     | 0    | 29    | 2     |
| 2014            | Русенборг       | Типпелига       | 21    | 1    | 2     | 0     | 6     | 0    | 29    | 1     |
| 2015            | Русенборг       | Типпелига       | 25    | 2    | 2     | 0     | 10    | 0    | 37    | 2     |
| Всего в карьере | Всего в карьере | Всего в карьере | 87    | 4    | 15    | 2     | 27    | 0    | 129   | 6     |

### Матчи Сельнеса за сборную Норвегии
| Матчи Сельнеса за сборную Норвегии | Матчи Сельнеса за сборную Норвегии | Матчи Сельнеса за сборную Норвегии | Матчи Сельнеса за сборную Норвегии | Матчи Сельнеса за сборную Норвегии | Матчи Сельнеса за сборную Норвегии |
| ---------------------------------- | ---------------------------------- | ---------------------------------- | ---------------------------------- | ---------------------------------- | ---------------------------------- |
| №                                  | Дата                               | Соперник                           | Счёт                               | Голы Сельнеса                      | Соревнование                       |
| 1                                  | 24 марта 2016                      | Эстония                            | 0:0                                | —                                  | Товарищеский матч                  |
| 2                                  | 29 марта 2016                      | Финляндия                          | 2:0                                | —                                  | Товарищеский матч                  |
| 3                                  | 29 мая 2016                        | Португалия                         | 0:3                                | —                                  | Товарищеский матч                  |
| 4                                  | 1 июня 2016                        | Исландия                           | 3:2                                | —                                  | Товарищеский матч                  |
| 5                                  | 5 июня 2016                        | Бельгия                            | 2:3                                | —                                  | Товарищеский матч                  |
| 6                                  | 31 августа 2016                    | Беларусь                           | 0:1                                | —                                  | Товарищеский матч                  |
| 7                                  | 4 сентября 2016                    | Германия                           | 0:3                                | —                                  | Чемпионат мира 2018 (отбор)        |
| 8                                  | 8 октября 2016                     | Азербайджан                        | 0:1                                | —                                  | Чемпионат мира 2018 (отбор)        |
| 9                                  | 11 октября 2016                    | Сан-Марино                         | 4:1                                | —                                  | Чемпионат мира 2018 (отбор)        |
| 10                                 | 13 июня 2017                       | Швеция                             | 1:1                                | —                                  | Товарищеский матч                  |
| 11                                 | 4 сентября 2017                    | Германия                           | 0:6                                | —                                  | Чемпионат мира 2018 (отбор)        |
| 12                                 | 5 октября 2017                     | Сан-Марино                         | 8:0                                | 1                                  | Чемпионат мира 2018 (отбор)        |
| 13                                 | 8 октября 2017                     | Северная Ирландия                  | 1:0                                | —                                  | Чемпионат мира 2018 (отбор)        |
| 14                                 | 11 ноября 2017                     | Македония                          | 0:2                                | —                                  | Товарищеский матч                  |
| 15                                 | 26 марта 2018                      | Албания                            | 1:0                                | —                                  | Товарищеский матч                  |
| 16                                 | 2 июня 2018                        | Исландия                           | 3:2                                | —                                  | Товарищеский матч                  |
| 17                                 | 6 июня 2018                        | Панама                             | 1:0                                | —                                  | Товарищеский матч                  |
| 18                                 | 6 сентября 2018                    | Кипр                               | 2:0                                | —                                  | Лига наций УЕФА 2018/2019          |
| 19                                 | 9 сентября 2018                    | Болгария                           | 0:1                                | —                                  | Лига наций УЕФА 2018/2019          |
| 20                                 | 13 октября 2018                    | Словения                           | 1:0                                | 1                                  | Лига наций УЕФА 2018/2019          |
| 21                                 | 16 октября 2018                    | Болгария                           | 1:0                                | —                                  | Лига наций УЕФА 2018/2019          |
| 22                                 | 16 ноября 2018                     | Словения                           | 1:1                                | —                                  | Лига наций УЕФА 2018/2019          |
| 23                                 | 19 ноября 2018                     | Кипр                               | 2:0                                | —                                  | Лига наций УЕФА 2018/2019          |
| 24                                 | 23 марта 2019                      | Испания                            | 1:2                                | —                                  | Чемпионат Европы 2020 (отбор)      |
| 25                                 | 26 марта 2019                      | Швеция                             | 3:3                                | —                                  | Чемпионат Европы 2020 (отбор)      |
| 26                                 | 7 июня 2019                        | Румыния                            | 2:2                                | —                                  | Чемпионат Европы 2020 (отбор)      |
| 27                                 | 10 июня 2019                       | Фарерские острова                  | 2:0                                | —                                  | Чемпионат Европы 2020 (отбор)      |
| 28                                 | 5 сентября 2019                    | Мальта                             | 2:0                                | —                                  | Чемпионат Европы 2020 (отбор)      |
| 29                                 | 8 сентября 2019                    | Швеция                             | 1:1                                | —                                  | Чемпионат Европы 2020 (отбор)      |
| 30                                 | 12 октября 2019                    | Испания                            | 1:1                                | —                                  | Чемпионат Европы 2020 (отбор)      |
| 31                                 | 15 октября 2019                    | Румыния                            | 1:1                                | —                                  | Чемпионат Европы 2020 (отбор)      |
| 32                                 | 15 ноября 2019                     | Фарерские острова                  | 4:0                                | —                                  | Чемпионат Европы 2020 (отбор)      |

Итого: 32 матча / 2 гола; 15 побед, 8 ничьих, 9 поражений.

## Достижения
- Чемпион Норвегии: 2015
- Серебряный призёр чемпионата Норвегии (2): 2013, 2014
- Бронзовый призёр чемпионата Норвегии (2): 2011, 2012